# أصفر الرأس
أصفر الرأس (الاسم العلمي: Mohoua ochrocephala)؛ هو طائر صغير آكلٌ لِلحشرات يتبعُ رُتبةَ الجواثِم مُنتشرٌ في الجزيرة الجنوبية لنيوزيلندا. كان في يوم من الأيام طائرًا شائعًا في الغابة، انخفضت جمهرته انخفاضًا كبيرًا بعد إدخال الجِرذان السَّوداء والقَوَاقِم، وهو الآن مهددٌ بالانقراض.